# يوجين جاكوب دو كوردموا
يوجين جاكوب دو كوردموا (1835-1911) (بالإنجليزية: Eugène Jacob de Cordemoy)‏ هو عالم نبات فرنسي.
من النباتات التي وصفها:
- شوزم جبلي (الاسم العلمي:Psiadia montana)
- شوزم جميل الرأس (الاسم العلمي:Psiadia callocephala)
- شوزم حريري (الاسم العلمي:Psiadia sericea)
- شوزم خشن السويق (الاسم العلمي:Psiadia aspera)